# Puchar Świata w Lekkoatletyce 1994
7. Puchar Świata w Lekkoatletyce – siódma edycja lekkoatletycznego pucharu świata odbyła się w Londynie (na Crystal Palace National Sports Centre). Zawody, których organizatorem było International Association of Athletics Federations, rozegrano między 9 a 11 września 1994 roku. Zawody wśród mężczyzn drugi raz z rzędu wygrała ekipa Afryki.

## Końcowe rezultaty
| Pozycja | Drużyna           | Punkty |
| ------- | ----------------- | ------ |
| 1       | Afryka            | 115    |
| 2       | Wielka Brytania   | 111    |
| 3       | Ameryka           | 95     |
| 4       | Europa            | 91     |
| 5       | Niemcy            | 85,5   |
| 6       | Stany Zjednoczone | 78     |
| 7       | Azja              | 75     |
| 8       | Oceania           | 62,5   |

| Pozycja | Drużyna           | Punkty |
| ------- | ----------------- | ------ |
| 1       | Europa            | 111    |
| 2       | Ameryka           | 98     |
| 3       | Niemcy            | 79     |
| 4       | Afryka            | 78     |
| 5       | Wielka Brytania   | 73     |
| 6       | Azja              | 67     |
| 7       | Oceania           | 57     |
| 8       | Stany Zjednoczone | 48     |